# Bion 9
O Bion 9 (ou Kosmos 2044, em russo: Бион 9, Космос 2044) foi um satélite soviético de pesquisas biológicas lançado em 15 de setembro de 1989 às 06:30:00 GMT do Cosmódromo de Plesetsk, União Soviética (atualmente na Rússia), mediante um foguete de suporte Soyuz. Oitenta experimentos foram realizados em categorias tais como a doença de movimento, reprodução e regeneração, imunologia e readaptação a um ambiente normal com gravidade. Foram utilizados um número de diferentes de espécimes biológicos, incluindo roedores. Ao todo, nove países e a Agência Espacial Europeia realizaram diversos experimentos.